# Ханжонківське водосховище
Ханжо́нківське водосхо́вище — в минулому невелике водосховище річкового типу, яке було розташоване на річці Кринка в Донецькій області, Україна. Станом на липень 2025 року — припинило своє існування.

## Фізико-географічна характеристика
В минулому, водосховище було найбільшою штучною водоймою на річціКринці та являлося ключовим джерелом питної води для міста Донецька. Водосховище було створене на ділянці річки між селищами Нижня Кринка та Зуївка. Площа водосховища складала — 4,8 км², площа водозбору — 780 км², запас води — 19,4 млн м³, довжина водосховища — 7,5 км, ширина — від 150 м до 1 км, висота урізу води — 111 м.

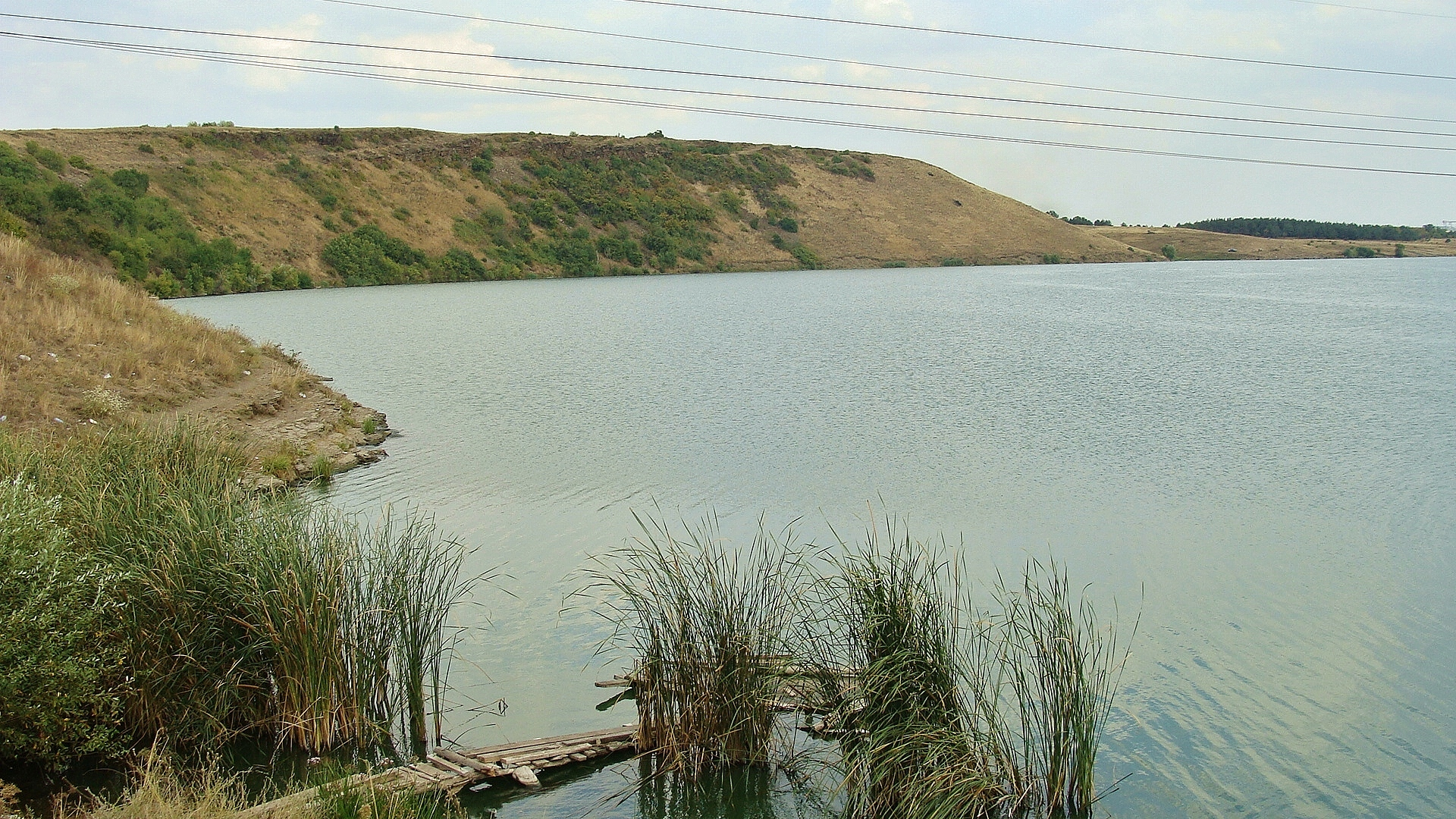
Лівий берег
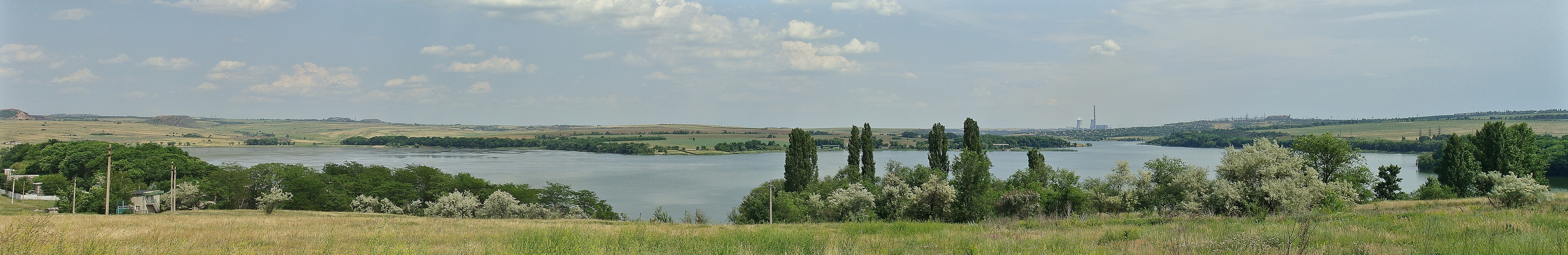
Ханжонківське водосховище
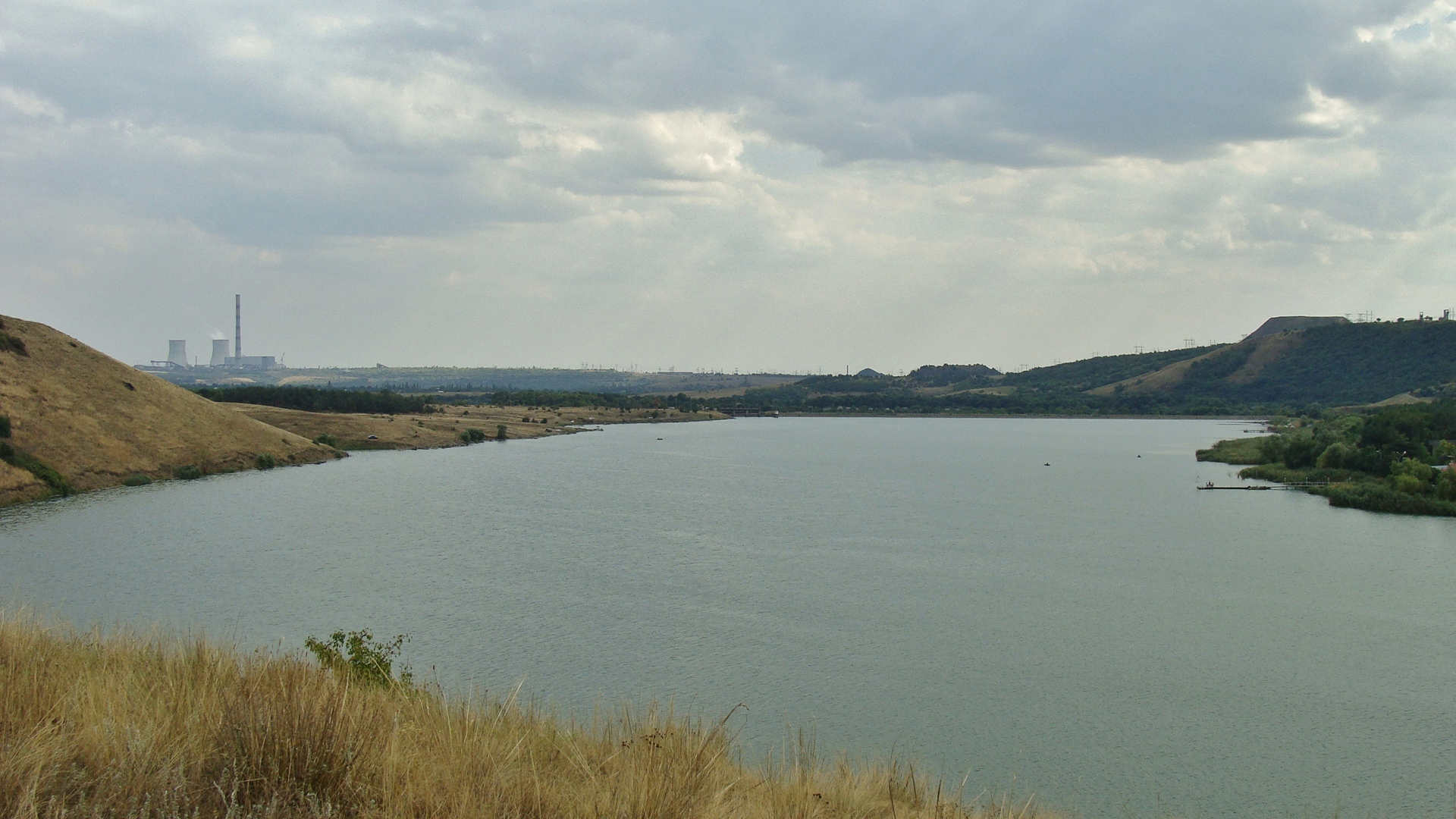
Південний бік

### Медіа-матеріали
Ханжонківське водосховище на YouTube
| Озеро | Це незавершена стаття про водосховище . Ви можете допомогти проєкту, виправивши або дописавши її. |